# Campeonato Gaúcho 2006
In 2006 werd het 86ste Campeonato Gaúcho gespeeld voor voetbalclubs uit de Braziliaanse staat Rio Grande do Sul. De competitie werd gespeeld van 11 januari tot 9 april. Grêmio werd kampioen.
De degradatie werd dit jaar bepaald via de Copa Emídio Perondi 2006, waarin ook de deelnemer voor de Série C 2006 en Copa do Brasil 2007 bepaald werden. 

## Eerste fase

### Groep A
| Plaats | Club           | Wed. | W | G | V | Saldo | Ptn. |
| ------ | -------------- | ---- | - | - | - | ----- | ---- |
| 1.     | Internacional  | 10   | 7 | 2 | 1 | 20:7  | 23   |
| 2.     | Caxias         | 10   | 5 | 1 | 4 | 9:10  | 16   |
| 3.     | Ulbra          | 10   | 4 | 2 | 4 | 18:13 | 14   |
| 4.     | 15 de Novembro | 10   | 4 | 1 | 5 | 11:11 | 13   |
| 5.     | Gaúcho         | 10   | 4 | 1 | 5 | 12:16 | 13   |
| 6.     | Passo Fundo    | 10   | 2 | 1 | 7 | 13:26 | 7    |

|  | Gekwalificeerd voor tweede fase |

### Groep B
| Plaats | Club        | Wed. | W | G | V | Saldo | Ptn. |
| ------ | ----------- | ---- | - | - | - | ----- | ---- |
| 1.     | Grêmio      | 10   | 7 | 2 | 1 | 21:11 | 23   |
| 2.     | Santa Cruz  | 10   | 5 | 1 | 4 | 14:13 | 16   |
| 3.     | Veranópolis | 10   | 5 | 0 | 5 | 16:20 | 15   |
| 4.     | Farroupilha | 10   | 4 | 3 | 3 | 14:11 | 15   |
| 5.     | Esportivo   | 10   | 3 | 2 | 5 | 17:17 | 11   |
| 6.     | São Luiz    | 10   | 1 | 2 | 7 | 8:18  | 5    |

|  | Gekwalificeerd voor tweede fase |

### Groep C
| Plaats | Club              | Wed. | W | G | V | Saldo | Ptn. |
| ------ | ----------------- | ---- | - | - | - | ----- | ---- |
| 1.     | Juventude         | 10   | 5 | 3 | 2 | 17:15 | 18   |
| 2.     | São José          | 10   | 5 | 2 | 3 | 16:11 | 17   |
| 3.     | Novo Hamburgo     | 10   | 5 | 1 | 4 | 19:16 | 16   |
| 4.     | Grêmio São José   | 10   | 5 | 1 | 4 | 15:12 | 16   |
| 5.     | Glória            | 10   | 3 | 2 | 5 | 12:19 | 11   |
| 6.     | Brasil de Pelotas | 10   | 2 | 1 | 7 | 13:19 | 7    |

|  | Gekwalificeerd voor tweede fase |

## Tweede fase

### Groep D
| Plaats | Club          | Wed. | W | G | V | Saldo | Ptn. |
| ------ | ------------- | ---- | - | - | - | ----- | ---- |
| 1.     | Internacional | 6    | 6 | 0 | 0 | 18:5  | 18   |
| 2.     | Caxias        | 6    | 2 | 2 | 2 | 9:11  | 8    |
| 3.     | Novo Hamburgo | 6    | 1 | 1 | 4 | 5:8   | 4    |
| 4.     | São José      | 6    | 1 | 1 | 4 | 7:15  | 4    |

|  | Geplaatst voor finale |

### Groep E
| Plaats | Club        | Wed. | W | G | V | Saldo | Ptn. |
| ------ | ----------- | ---- | - | - | - | ----- | ---- |
| 1.     | Grêmio      | 6    | 4 | 2 | 0 | 13:6  | 14   |
| 2.     | Juventude   | 6    | 2 | 3 | 1 | 8:6   | 9    |
| 3.     | Veranópolis | 6    | 1 | 2 | 3 | 8:8   | 5    |
| 4.     | Santa Cruz  | 6    | 0 | 3 | 3 | 2:11  | 3    |

|  | Geplaatst voor finale |

## Finale
Grêmio werd kampioen dankzijk de uitdoelpunt-regel.
|              |        |       |               |                                                                |
| 1 april Heen | Grêmio | 0 – 0 | Internacional | Estádio Olímpico Monumental, Porto Alegre Toeschouwers: 39.110 |
| 1 april Heen |        |       |               | Estádio Olímpico Monumental, Porto Alegre Toeschouwers: 39.110 |

|               |               |       |                  |                                                      |
| 9 april Terug | Internacional | 1 – 1 | Grêmio           | Estádio Beira-Rio, Porto Alegre Toeschouwers: 57.541 |
| 9 april Terug | Fernandão 58' |       | 78' Pedro Júnior | Estádio Beira-Rio, Porto Alegre Toeschouwers: 57.541 |

## Kampioen
| Campeonato Gaúcho de 2006   |
| Rio Grande do Sul           |
| --------------------------- |
| GRÊMIO Kampioen (34° titel) |